# Clemente Inofuentes Guisbert
Clemente Inofuentes Quisbert (* 19. November 1909 in Yungas; † 18. Januar 1959 in Bonn) war ein bolivianischer General und Diplomat.

## Leben
Clemente Inofuentes Quisbert war der Sohn eines Landwirtes. Er heiratete Dora Peix de Inofuentes, ihre Kinder waren Jorge Enrique Inofuentes Peix und María Teresa Inofuentes Peix. Er trat 1927 in das Colegio Militar de Bolivia ein.
Im Dezember 1928 war Clemente Inofuentes Quisbert unter Präsident Daniel Salamanca Urey, Unteroffizier der bolivianischen Truppen, welche das Fortin Boquerón im Departamento Boquerón besetzten. Dieses konnte zu Beginn des Chacokriegs vom 7. bis 28. September 1932 verteidigt werden. In der Kriegsgefangenschaft gelang es Inofuentes eine bolivianische Kriegsflagge vor dem Zugriff der paraguayischen Truppen in seinem Stiefel zu verbergen.

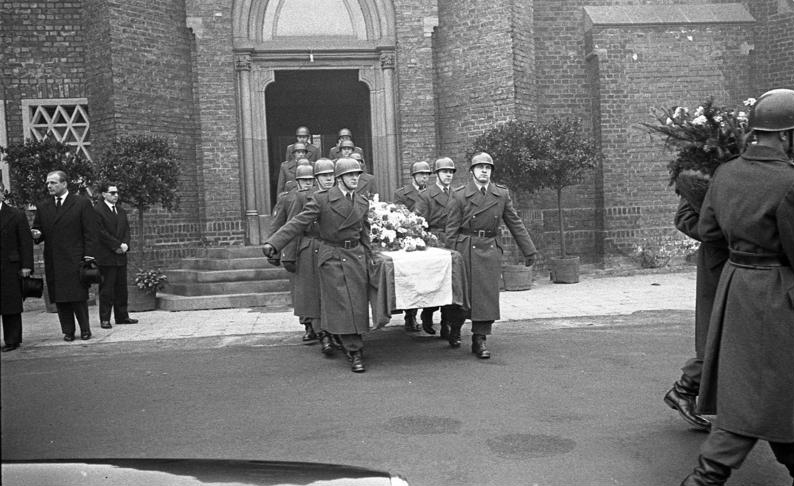
Trauerfeier für Guisbert Infuentes

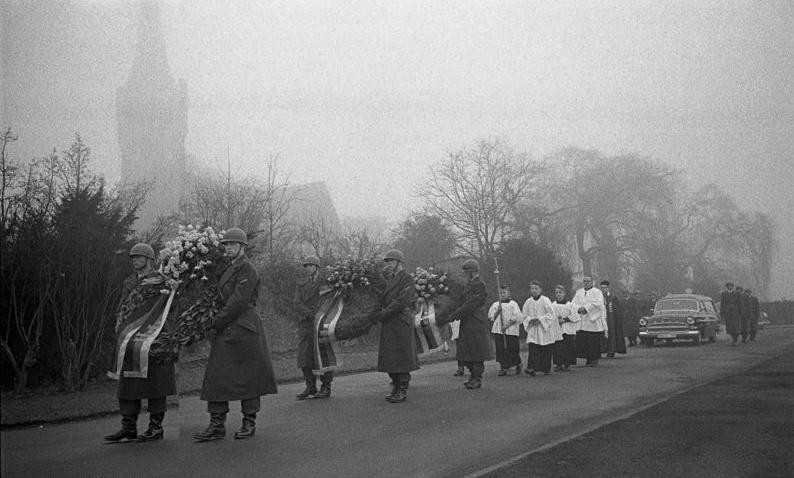
Trauerfeier in Bonn-Plittersdorf für Guisbert Infuentes

1934 gehörte er als Kriegsgefangener zu den Gründungsmitgliedern der Geheimloge Razon de Patria (RADEPA). RADEPA hatte maßgeblichen Einfluss auf die Regierungen in Bolivien. Inofuentes Quisbert wurde am 16. November 1944 von der verfassungsgebenden Versammlung zum Vizepräsidenten der Republik Bolivien gewählt, als RAPEDA dieser Wahl nicht zustimmte, stimmte die verfassungsgebende Versammlung gegen Inofuentes und überließ die Wahl Oberst Gualberto Villarroel López, der Julián V. Montellano Carrasco zum Vizepräsidenten ernannte und Victor Manuel Andrade Uzquiano als Außenminister in sein Kabinett berief.
Im Juli 1946 versuchte das Movimiento Nacionalista Revolucionario die Stadt Villazón von La Quiaca in Argentinien aus, zu besetzen. Dieser Versuch scheiterte, da die Behörden in Bolivien informiert waren und bereits die Vorhut inhaftierte, worauf sich Víctor Paz Estenssoro mit Clemente Inofuente nach Buenos Aires absetzten. In der folgenden Zeit des Exils war Inofuentes der Militärberater von Víctor Paz Estenssoro. Als Paz Estenssoro 1952 Präsident wurde, wurde Inofuentes zum Oberst befördert und leitete die Dirección General de Estudios y Planificación del Ejército. Diese koordinierte Pionierleistungen beim Erstellen von Straßen und Brunnen, Aufgaben, die in den 1960er Jahren die Civic Action der Alliance for Progress erledigte. 1953 erschienen seine Artikel regelmäßig in der Revista Militar. 1955 war Clemente Inofuente Attaché an der Botschaft in Rio de Janeiro und pflegte Kontakte zur Falange Socialista Boliviana. Inofuentes war Gesellschafter, der am 5. Dezember 1955 in Rio de Janeiro gegründeten, Bras – Andes S. A. Comércio e Indústria, die sich mit dem Import von Zinnerz, Blei, Kupfer, Zink, Wolfram und Gummiprodukten und dem Export von Schuhen, Textilien, Zucker und Baumwolle befasste.
1956 löste Hernán Siles Zuazo Víctor Paz Estenssoro als Präsident ab und 1957 ließ Hernán Siles Zuazo Clemente Inofuente als Leiter des Generalstabes ablösen, worauf 178 Offiziere der Garnison La Paz, dem Cuartel General de Miraflores und weitere 150 Offiziere in Bolivien ihren Rücktritt anboten. Am 9. Januar 1958 besuchte Inofuentes US-Botschafter Philip Bonsal in La Paz und stellte die Armee im Gegensatz zu den Milizen als Garant für Stabilität dar. Am 24. Januar 1958 berichtete die Tageszeitung La Nacion, dass es der Regierung gelungen sei einen Putsch von Offizieren aufzudecken. Diese hätten versucht ein Attentat gegen das Leben von Hernán Siles Zuazo durchzuführen, das Komplott sei von General Clemente Inofuentes geleitet worden. Dieser wurde daraufhin über Chile als Botschafter nach Bonn entsandt.

### Bonn
Nach kurzer Aufenthaltsdauer in Bonn verschied er 1959. In einem Beileidstelegramm heißt es:

„Zum Ableben Ihres von mir hochgeschätzten Botschafters, Exzellenz General Clemente Inofuents Guisbert, spreche ich Euerer Exzellenz mein aufrichtiges Beileid aus. Das plötzliche
Hinscheiden dieses stets um die Vertiefung der Freundschaft zwischen unseren Ländern bemühten Mannes bedeutet für uns einen schmerzlichen Verlust“

Das Presse- und Informationsamt teilte mit, das Telegramm sei an Präsident Victor Andrade Usquianoan gesandt worden. Bei Victor Andrade handelte es sich um den Außenminister.

## Auszeichnung
Am 3. Juli 1964 wurde Clemente Inofuentes posthum der Titel Benemerito de la Patria verliehen.